# The Johnny Cash Show
The Johnny Cash Show är ett musikalbum inspelat live av Johnny Cash. Albumet släpptes i oktober 1970 på Columbia Records. Detta album har hamnat lite i skuggan av de mer kända liveskivorna med Cash, At Folsom Prison och At San Quentin. Albumet inleds dock med en av hans mer kända låtar "Sunday Mornin' Comin' Down", skriven av Kris Kristofferson. The Johnny Cash Show var också namnet på en tv-show med Johnny Cash som visades 1969-1971 i amerikansk TV på kanalen ABC.

## Låtlista
1. "Sunday Mornin' Comin' Down" - 4:04
2. "Come Along and Ride This Train" (medley) - 6:16
"Six Days on the Road"
"There Ain't No Easy Run"
"Sailor on a Concrete Sea"
3. "These Hands" - 3:45
4. "I'm Gonna Try to Be That Way" - 3:24
5. "Come Along and Ride This Train" (medley) - 8:04
"Mississippi Delta Land"
"Detroit City"
"Uncloudy Day"
"No Setting Sun"
6. "Here Was a Man" - 2:56

## Listplaceringar
- Billboards albumlista, USA: #44 (#1 på albumlistan för countryalbum)
- Engelska albumlistan: #18[1]
- Kvällstoppen, Sverige: #19 [2]